# Liste der Bodendenkmäler in Denklingen
Auf dieser Seite sind die Bodendenkmäler in der oberbayerischen Gemeinde Denklingen zusammengestellt. Diese Tabelle ist eine Teilliste der Liste der Bodendenkmäler in Bayern. Grundlage ist die Bayerische Denkmalliste, die auf Basis des Bayerischen Denkmalschutzgesetzes vom 1. Oktober 1973 erstmals erstellt wurde und seither durch das Bayerische Landesamt für Denkmalpflege geführt wird. Die folgenden Angaben ersetzen nicht die rechtsverbindliche Auskunft der Denkmalschutzbehörde.

## Bodendenkmäler in Denklingen

### Gemarkung Denklingen
| Lage                       | Objekt | Akten-Nr.     | Bild           |
| -------------------------- | --- | ------------- | -------------- |
| (Standort)                 | Grabhügel mit Bestattungen der Bronzezeit. | D-1-8131-0012 |                |
| (Standort)                 | Brandopferplatz mit Aschealtären der römischen Kaiserzeit.                                                                                             | D-1-8031-0067 |                |
| (Standort)                 | Straße der römischen Kaiserzeit (Teilstück der Trasse Augsburg–Füssen).                                                                                | D-1-8031-0107 |                |
| (Standort)                 | Grabhügel vorgeschichtlicher Zeitstellung. | D-1-8130-0121 |                |
| (Standort)                 | Grabhügel vorgeschichtlicher Zeitstellung. | D-1-8130-0122 |                |
| Kirchberg 1 (Standort)     | Untertägige mittelalterliche und frühneuzeitliche Befunde im Bereich der katholischen Pfarrkirche St. Michael in Denklingen und ihrer Vorgängerbauten. | D-1-8031-0136 | weitere Bilder |
| St.-Anton-Weg 1 (Standort) | Untertägige frühneuzeitliche Befunde im Bereich der katholischen Kapelle St. Antonius in Denklingen.                                                   | D-1-8031-0137 | weitere Bilder |
| (Standort)                 | Untertägige mittelalterliche und frühneuzeitliche Befunde im Bereich der katholischen Filialkirche St. Stephan (Denklingen) ("Osteraufkirche").        | D-1-8131-0184 | weitere Bilder |

### GemarkungDienhausen
| Lage                          | Objekt                                                                                                  | Akten-Nr.     | Bild           |
| ----------------------------- | --- | ------------- | -------------- |
| (Standort)                    | Ringwall und Siedlung vor- und frühgeschichtlicher Zeitstellung, u. a. des Neolithikums (Ilzenschanze). | D-1-8130-0004 |                |
| (Standort)                    | Grabhügel mit Bestattungen der Bronzezeit.                                                              | D-1-8130-0001 |                |
| (Standort)                    | Straße der römischen Kaiserzeit (Teilstück der Trasse Gauting–Kempten).                                 | D-1-8031-0010 |                |
| (Standort)                    | Hofwüstung oder abgegangene Eremitenklause der frühen Neuzeit.                                          | D-1-8130-0102 |                |
| (Standort)                    | Grabhügel vorgeschichtlicher Zeitstellung.                                                              | D-1-8130-0123 |                |
| (Standort)                    | Grabhügel mit Bestattungen der jüngeren und späten Bronzezeit.                                          | D-1-8130-0124 |                |
| (Standort)                    | Grabhügel vorgeschichtlicher Zeitstellung                                                               | D-1-8130-0125 |                |
| (Standort)                    | Straße der römischen Kaiserzeit (Teilstück der Trasse Gauting–Kempten).                                 | D-1-8031-0134 |                |
| Weihertalstraße 13 (Standort) | Untertägige frühneuzeitliche Befunde im Bereich der katholischen Kapelle St. Mang in Dienhausen.        | D-1-8131-0183 | weitere Bilder |

### GemarkungEpfach
| Lage                           | Objekt | Akten-Nr.     | Bild           |
| ------------------------------ | --- | ------------- | -------------- |
| (Standort)                     | Grabhügel vorgeschichtlicher Zeitstellung. | D-1-8030-0049 |                |
| Lorenz-Boxler-Weg 1 (Standort) | Militärstation der frühen römischen Kaiserzeit, befestigte Militär- und Straßenstation der späten römischen Kaiserzeit (Abodiacum), Reihengräberfeld des frühen Mittelalters, Siedlung der Karolingerzeit sowie untertägige früh- und hochmittelalterliche Befunde und Körpergräber im Bereich der katholischen Kapelle St. Lorenz und ihrer Vorgängerbauten auf dem Lorenzberg bei Epfach. | D-1-8031-0004 | weitere Bilder |
| (Standort)                     | Straßenvicus der frühen und mittleren römischen Kaiserzeit (Abodiacum) sowie Körpergräber der Völkerwanderungszeit und des frühen Mittelalters in Epfach. | D-1-8031-0005 |                |
| (Standort)                     | Abschnittsbefestigung des frühen Mittelalters. | D-1-8031-0011 |                |
| (Standort)                     | Grabhügel mit Bestattungen der Bronzezeit, der Hallstattzeit und der römischen Kaiserzeit. | D-1-8031-0014 |                |
| (Standort)                     | Reihengräberfeld des frühen Mittelalters. | D-1-8031-0015 |                |
| (Standort)                     | Burgstall des hohen und späten Mittelalters (Am Vogelherd). | D-1-8031-0018 |                |
| (Standort)                     | Straße der römischen Kaiserzeit. | D-1-8031-0075 |                |
| (Standort)                     | Verebnete Grabhügel vorgeschichtlicher Zeitstellung. | D-1-8031-0076 |                |
| Marienweg 1 (Standort)         | Untertägige mittelalterliche und frühneuzeitliche Befunde im Bereich der katholischen Pfarrkirche St. Bartholomäus in Epfach und ihrer Vorgängerbauten. | D-1-8031-0133 | weitere Bilder |
| (Standort)                     | Grabhügel vorgeschichtlicher Zeitstellung. | D-1-8031-0184 |                |
| (Standort)                     | Straße der römischen Kaiserzeit (Teilstück der Trasse Kempten–Epfach). | D-1-8130-0005 |                |
| (Standort)                     | Grabhügel vorgeschichtlicher Zeitstellung. | D-1-8030-0006 |                |
| (Standort)                     | Verebnete Grabhügel vorgeschichtlicher Zeitstellung. | D-1-8131-0004 |                |
| (Standort)                     | Verebnete Grabhügel vorgeschichtlicher Zeitstellung. | D-1-8131-0017 |                |
| (Standort)                     | Grabhügel vorgeschichtlicher Zeitstellung. | D-1-8131-0213 |                |
| (Standort)                     | Grabhügel vorgeschichtlicher Zeitstellung. | D-1-8131-0214 |                |